# Massacre de Bijeljina
 (septembre 2020).
La mise en forme du texte ne suit pas les recommandations de Wikipédia : il faut le « wikifier ».
Les points d'amélioration suivants sont les cas les plus fréquents. Le détail des points à revoir est peut-être précisé sur la page de discussion.
- Les titres sont pré-formatés par le logiciel. Ils ne sont ni en capitales, ni en gras.
- Le texte ne doit pas être écrit en capitales (les noms de famille non plus), ni en gras, ni en italique, ni en « petit »…
- Le gras n'est utilisé que pour surligner le titre de l'article dans l'introduction, une seule fois.
- L'italique est rarement utilisé : mots en langue étrangère, titres d'œuvres, noms de bateaux, etc.
- Les citations ne sont pas en italique mais en corps de texte normal. Elles sont entourées par des guillemets français : « et ».
- Les listes à puces sont à éviter, des paragraphes rédigés étant largement préférés. Les tableaux sont à réserver à la présentation de données structurées (résultats, etc.).
- Les appels de note de bas de page (petits chiffres en exposant, introduits par l'outil «  Source ») sont à placer entre la fin de phrase et le point final[comme ça].
- Les liens internes (vers d'autres articles de Wikipédia) sont à choisir avec parcimonie. Créez des liens vers des articles approfondissant le sujet. Les termes génériques sans rapport avec le sujet sont à éviter, ainsi que les répétitions de liens vers un même terme.
- Les liens externes sont à placer uniquement dans une section « Liens externes », à la fin de l'article. Ces liens sont à choisir avec parcimonie suivant les règles définies. Si un lien sert de source à l'article, son insertion dans le texte est à faire par les notes de bas de page.
- La présentation des références doit suivre les conventions bibliographiques. Il est recommandé d'utiliser les modèles {{Ouvrage}}, {{Chapitre}}, {{Article}}, {{Lien web}} et/ou {{Bibliographie}}. Le mode d'édition visuel peut mettre en forme automatiquement les références.
- Insérer une infobox (cadre d'informations à droite) n'est pas obligatoire pour parachever la mise en page.

Pour une aide détaillée, merci de consulter Aide:Wikification.
Si vous pensez que ces points ont été résolus, vous pouvez retirer ce bandeau et améliorer la mise en forme d'un autre article.

Le massacre de Bijeljina a entraîné les meurtres de 48 à 78 civils par des groupes paramilitaires serbes à Bijeljina les 1er et 2 avril 1992,. La majorité des personnes tuées étaient des Bosniaques (ou des musulmans de Bosnie). Des membres d'autres ethnies ont également été exécutés, comme des Serbes jugés déloyaux par les autorités locales. Les meurtres ont été commis par la Garde des volontaires serbes (le SDG, également connu sous le nom de Tigres d'Arkan), un groupe paramilitaire basé en Serbie dirigé par Željko Ražnatović (alias Arkan), et par un groupe paramilitaire local connu sous le nom de Chetniks de Mirko. Le SDG était sous le commandement de l'armée populaire yougoslave (JNA), contrôlée par le président serbe Slobodan Milošević.
En septembre 1991, les Serbes de Bosnie ont créé plusieurs oblasts autonomes serbes (SAO) et proclamé Bijeljina capitale de la SAO « de Bosnie du Nord-Est ». Un groupe paramilitaire local mal organisé de la Ligue patriotique bosniaque a été formé en réponse à la proclamation des Serbes de Bosnie. En mars 1992, le référendum sur l'indépendance de la Bosnie a été voté avec le soutien écrasant des Bosniaques et des Croates de Bosnie, bien que les Serbes de Bosnie l'aient boycotté ou aient été empêchés de voter par les autorités serbes de Bosnie. Le 31 mars, la Ligue patriotique de Bijeljina a été provoquée dans des combats par les Serbes locaux et le SDG. Les 1er et 2 avril, le SDG et la JNA ont pris le contrôle de Bijeljina avec peu de résistance ; des meurtres, des viols, des perquisitions à domicile et des pillages ont suivi. Ces actions ont été qualifiées de génocidaires par l'historien professeur Eric D. Weitz du City College de New York. Le professeur Michael Sells de l'université de Chicago a conclu qu'ils avaient pour but d'effacer l'histoire culturelle du peuple bosniaque de Bijeljina.
Aux alentours du 3 avril, les forces serbes ont enlevé les corps des personnes massacrées en prévision de l'arrivée d'une délégation du gouvernement bosniaque chargée d'enquêter sur ce qui s'était passé. Le Tribunal pénal international pour l'ex-Yougoslavie (TPIY) et le parquet serbe pour les crimes de guerre ont pu constater entre 48 et 78 décès. Les enquêtes d'après-guerre ont documenté la mort d'un peu plus de 250 civils de toutes les ethnies dans la municipalité de Bijeljina au cours de la guerre. Après le massacre, une campagne de nettoyage ethnique de masse des non-Serbes a été menée, toutes les mosquées ont été démolies et neuf camps de détention ont été créés. De nombreux décès à Bijeljina ne figuraient pas officiellement sur la liste des victimes civiles de la guerre et leurs certificats de décès affirment qu'ils « sont morts de causes naturelles ».
En décembre 2014 les tribunaux locaux n'avaient poursuivi personne pour les meurtres, et aucun membre du SDG n'avait été poursuivi pour des crimes commis par l'unité à Bijeljina ou ailleurs en Croatie ou en Bosnie-Herzégovine. Slobodan Milošević a été mis en examen par le TPIY et accusé d'avoir mené une campagne génocidaire qui comprenait Bijeljina et d'autres localités, mais il est décédé pendant le procès. Les dirigeants de la Republika Srpska Biljana Plavšić et Momčilo Krajišnik ont été condamnés pour les expulsions et les transferts forcés dans le cadre du nettoyage ethnique qui a suivi le massacre. Radovan Karadžić, l'ancien président de la république serbe de Bosnie, a été reconnu coupable du massacre et d'autres crimes contre l'humanité commis à Bijeljina. À la fin de la guerre, moins de 2 700 Bosniaques vivaient encore dans la municipalité sur une population d'avant-guerre de 30 000 habitants. Les Serbes de Bijeljina célèbrent le 1er avril comme « Journée de la défense de la ville » et une rue de la ville porte le nom du SDG.

## Contexte
Selon le recensement de 1991, la commune de Bijeljina comptait environ 97 000 habitants. Les proportions démographiques étaient d’environ 59 % de Serbes de Bosnie, 31 % de Bosniaques et 10 % d’autres ethnies. La ville de Bijeljina elle-même comptait 36 414 habitants, dont 19 024 Bosniaques (soit 52 % de la population de la ville), tandis que les Serbes étaient le deuxième groupe ethnique de la ville.
En 1990, un groupe d'officiers serbes de l'armée populaire yougoslave (JNA) et d'experts du département des opérations psychologiques de la JNA avait élaboré le plan RAM dans le but d'organiser les Serbes en dehors de la Serbie, consolidant ainsi le contrôle du Parti démocratique serbe (SDS), et la préparation des armes et des munitions. En 1990 et 1991, les Serbes de Croatie et de Bosnie-Herzégovine avaient proclamé un certain nombre de régions autonomes serbes dans l'intention de les unifier plus tard en un territoire serbe homogène,. Dès septembre ou octobre 1990, la JNA a commencé à armer les Serbes de Bosnie et à les organiser en milices. La même année, la JNA a désarmé la Force de défense territoriale de la république de Bosnie-Herzégovine (Torbih). En mars 1991, la JNA avait distribué environ 51 900 armes à feu aux paramilitaires serbes et 23 298 armes à feu au SDS. Tout au long de 1991 et au début de 1992, le SDS a fortement « serbianisé » la force de police afin d'accroître le contrôle politique serbe. En septembre 1991, Bijeljina a été établie par les Serbes de Bosnie comme la capitale de l'oblast autonome serbe de Bosnie du Nord, rebaptisée plus tard en novembre comme l'oblast autonome serbe de Semberija, rebaptisée à nouveau en décembre comme l'oblast autonome serbe de Semberija et Majevica. En réponse, les Bosniaques locaux ont créé la Ligue patriotique paramilitaire de Bosnie-Herzégovine, abrégée en Ligue patriotique.
En janvier 1992, l'assemblée du SDS a proclamé la république du peuple serbe de Bosnie-Herzégovine et Radovan Karadžić, son futur président, a annoncé que « la Bosnie-Herzégovine unifiée n'existait plus ». En mars, le référendum bosniaque sur l'indépendance s'est déroulé avec le soutien écrasant des Bosniaques et des Croates de Bosnie, ayant été boycotté par la plupart des Serbes de Bosnie. Le SDS, affirmant que l'indépendance aboutirait à ce que les Serbes deviennent « une minorité nationale dans un État islamique », avait utilisé des unités armées irrégulières pour bloquer la livraison des urnes et laissé tomber des tracts encourageant le boycott. Malgré cela, des milliers de Serbes dans les grandes villes ont participé au référendum et ont voté pour l'indépendance, et plusieurs incidents violents ont été déclenchés à travers la Bosnie-Herzégovine. 
Selon l'historien Noel Malcolm, « les mesures prises par Karadžić et son parti - déclarant les régions autonomes Serbes l'armement de la population Serbe, les incidents locaux mineurs, la propagande non-stop, la demande de protection de l'armée fédérale - correspondait exactement à ce qui avait été fait en Croatie. Peu d'observateurs pouvaient douter qu'un seul plan était en opération ». Bijeljina était stratégiquement importante en raison de son emplacement, qui permettait le mouvement facile du personnel militaire, des armes et des marchandises vers Posavina et la Bosanska Krajina où les forces serbes étaient rassemblées.

## Provocation, prise de contrôle et massacre
Željko Ražnatović (Arkan), chef de la Garde des volontaires serbes (SDG), a passé un mois à Bijeljina à élaborer des plans de bataille avant l’attaque. Le 30 mars 1992, Blagoje Adžić, chef d'état-major des Serbes de Bosnie de la JNA, a annoncé que l'armée était « prête à protéger les Serbes d'une agression ouverte ». Les combats ont éclaté à Bijeljina le 1er avril, après que les Serbes locaux et le personnel du SDG aient lancé des grenades dans des magasins, y compris un café appartenant à des Bosniaques, provoquant la Ligue patriotique mal organisée dans un conflit armé,,. Environ mille, membres de SDG et Chetniks de Mirko, une formation paramilitaire commandée par Mirko Blagojević, ont été impliqués et ont capturé des structures importantes dans la ville. Selon le journaliste et analyste politique Miloš Vasić, Bijeljina était défendue par 35 ou 38 policiers bosniaques. Selon le Tribunal pénal international pour l'ex-Yougoslavie (TPIY), Bijeljina a été « la première municipalité de Bosnie-Herzégovine à être prise en charge par les Serbes de Bosnie en 1992 ». Malgré les activités pro-serbes de la JNA pendant la guerre d'indépendance Croate, le président de la Bosnie-Herzégovine, Alija Izetbegović croyait apparemment que la JNA agirait différemment en Bosnie-Herzégovine, et a demandé à la JNA de défendre Bijeljina contre le SDG.
Du 1er au 2 avril 1992, la ville a été encerclée par les forces de la JNA, apparemment pour maintenir la paix. Selon Human Rights Watch (HRW), des paramilitaires serbes portant des cagoules ont pris position dans la ville, y compris des positions de tireurs d'élite dans les fenêtres du dernier étage des bâtiments. Rencontrant peu de résistance, le SDG, sous le commandement de la JNA et faisant rapport directement au président serbe Slobodan Milošević, a rapidement capturé Bijeljina. Les unités d'artillerie ont bombardé la ville en coordination avec les combats de rue. Selon le photojournaliste Ron Haviv, les forces serbes ont frappé en premier, plusieurs bus remplis de soldats arrivant dans la ville, s'emparant de la station de radio et forçant les Serbes locaux à révéler l'identité des résidents non serbes de la ville. Un groupe paramilitaire dirigé par Ljubiša « Mauzer » Savić, qui était un fondateur du SDS, a également participé à l'assaut ou est arrivé peu de temps après. En collaboration avec le SDG, ils ont commencé une campagne de violence contre les Bosniaques locaux et une partie de la population serbe, commettant plusieurs viols et meurtres, à fouiller les maisons des résidents et à piller leurs biens. Au procès de Karadžić, l'ancien maire de Bijeljina, Cvijetin Simić, a témoigné que le seul vrai combat qui a eu lieu dans la ville du 1er au 2 avril s'est déroulé autour de l'hôpital de la ville, où le plus de décès s'est produit.
Au fur et à mesure que les combats progressaient, le SDS et les Serbes de Bosnie ont créé le ministère de l'Intérieur de la Republika Srpska (MUP RS), une force de police Serbe indépendante. Selon HRW, un modèle de violence, alimenté par « l'effort pour créer une Grande Serbie », s'est développé à Bijeljina qui a été répété plus tard dans d'autres municipalités du nord-est de la Bosnie-Herzégovine par des groupes paramilitaires similaires de Serbie. Ce schéma a été décrit par la Commission d'experts des Nations unies dans les termes suivants :

« Premièrement, les forces paramilitaires serbes de Bosnie, souvent avec l'aide de la JNA, prennent le contrôle de la zone. Dans de nombreux cas, on dit aux résidents serbes de quitter la zone avant le début des violences. Les maisons des résidents non serbes sont la cible de destruction et les monuments culturels et religieux, en particulier les mosquées et les églises catholiques, sont détruits. Deuxièmement, la zone est sous le contrôle des forces paramilitaires qui terrorisent les résidents non serbes par des meurtres aléatoires, des viols et des pillages. Troisièmement, la zone saisie est administrée par les autorités serbes locales, souvent en collaboration avec des groupes paramilitaires. Au cours de cette phase, des résidents non serbes sont détenus, battus et parfois transférés dans des camps de prisonniers où de nouveaux abus, y compris des massacres, ont eu lieu. Les résidents non serbes sont souvent licenciés de leur travail et leurs biens sont confisqués. Beaucoup ont été contraints de signer des documents renonçant à leurs droits sur leurs maisons avant d'être expulsés vers d'autres régions du pays. »

Le nombre exact de morts lors de la prise de contrôle est inconnu. Plusieurs sources placent le chiffre entre plusieurs dizaines et mille,,,,. Selon le TPIY, au moins 48 civils ont été tués, dont 45 non-Serbes. Vers le 3 avril, un policier local a reçu l'ordre de garder un corbillard qui ramassait des corps dans les rues et les maisons de la ville. Les meurtres visaient les élites, dans le but d'effacer l'histoire culturelle, et incluaient « des chefs politiques, des hommes d'affaires et d'autres Bosniaques éminents », mais incluaient également des femmes et des enfants. Un certain nombre de Serbes qui avaient tenté d'arrêter le massacre ont également été tués. Une enquête du TPIY a par la suite conclu que les victimes avaient été abattues « dans la poitrine, la bouche, la tempe ou l'arrière de la tête, certaines à bout portant » et qu'aucune ne portait l'uniforme militaire. Selon le professeur Eric D. Weitz, historien au City College of New York, le meurtre de Bosniaques à Bijeljina était un acte génocidaire. Les actes commis contre des civils à Bijeljina et ceux commis par la JNA et les forces spéciales qui ont suivi étaient une tentative d'intimider et d'empêcher le gouvernement bosniaque et le grand public de rechercher l'indépendance.
Ron Haviv, qui avait été invité par Arkan à prendre des photos, a été témoin des meurtres et l'une de ses photos, qui représentait un membre du SDG donnant des coups de pied à une femme bosniaque mourante, a ensuite été publiée dans les médias internationaux, ce qui a incité Arkan à lancer un arrêt de mort pour Haviv. Pendant ce temps, le réseau national serbe de Radio Belgrade a rapporté que Bijeljina avait été « libérée » avec l'aide de « membres de la Garde nationale serbe de Semberija et Majevica, en coopération avec les volontaires serbes, les hommes d'Arkan et les « radicaux » serbes ».

## Enquête et réponse de la délégation bosniaque
Les forces serbes ont ordonné le retrait des corps des personnes tuées, en prévision d'une délégation de hauts fonctionnaires bosniaques qui devait arriver le 4 avril. La délégation comprenait Biljana Plavšić, une représentante serbe de la présidence ; Fikret Abdić, un représentant bosniaque ; le ministre croate de la Défense, Jerko Doko et le chef d'état-major du 2e district militaire de la JNA, le général Dobrašin Praščević. Ils ont été envoyés par Izetbegović dans le but d'enquêter sur les atrocités alléguées. Le même jour, la JNA a emménagé à Bijeljina, mais la violence a continué. Le 4 avril, le SDG s'est installé au siège local du SDS. La police locale, qui était engagée dans l'arrestation de la présidence du Parti d'action démocratique (SDA) de la ville, les a rejoints pendant plusieurs jours, tout comme des membres du groupe paramilitaire des Aigles blancs et des membres locaux de la défense territoriale (TO). Des drapeaux serbes ont été montés sur deux mosquées à Bijeljina, et des points de contrôle et des barrages routiers ont été établis, empêchant les journalistes et les observateurs européens d'entrer. La délégation a visité la cellule de crise et une caserne militaire où elle a été mise au courant de la situation.
Au cours de la visite, Plavšić a demandé à Arkan de transférer le contrôle de Bijeljina à la JNA. Arkan a refusé, invoquant des travaux inachevés, et a déclaré qu'il ciblerait Bosanski Brod ensuite. Plavšić a par conséquent retiré sa demande et a félicité Arkan d'avoir « protégé » les Serbes de Bijeljina des Bosniaques. Elle l'a appelé un « héros serbe … qui était prêt à donner sa vie pour son peuple », ajoutant que « nous avons besoin de telles personnes ». Elle a ensuite remercié et embrassé Arkan en public, ce à quoi les membres locaux du SDS ont répondu par des « cris d'approbation ». Dans une conversation avec Cedric Thornberry, un représentant de la Force de protection des Nations unies (Forpronu), elle a décrit Bijeljina comme une ville « libérée ». Abdić a été initialement refoulé sous la menace d'une arme, mais a ensuite été en mesure d’entrer. Il a été maintenu en garde à vue par Arkan jusqu'à ce que Plavšić arrive pour le libérer. « Bijeljina était pratiquement vide », se souvient-il. « J'ai rencontré les autorités locales, elles m'ont raconté ce qui s'était passé, mais il n'y avait pas un seul Musulman avec qui nous pouvions discuter du problème dans son ensemble. Les Musulmans n'ont pas répondu à notre appel. Ils étaient trop effrayés pour sortir et particulièrement effrayés pour en parler. » Général Sava Janković, commandant du 17e corps de la JNA, a rapporté que :

« Une grande influence du SDS et de la propagande d'Arkan se fait sentir dans la 38e [division partisane] et le 17e [régiment d'artillerie mixte], à cause desquels certains ont laissé leurs unités avec des armes. […] La situation sur le territoire est extrêmement complexe. La ville de Bijeljina est contrôlée par le SDS et les hommes d'Arkan, qui ne permettent même pas à notre unité antichar d'atteindre certaines positions de la ville. Il y a environ 3 000 réfugiés dans la caserne et dans la zone de Hall Cooperative à Patkovača. Une équipe de la présidence de la Bosnie-Herzégovine dirigée par Fikret Abdić, Biljana Plavšić, chef d'état-major du 2e district militaire et commandant du 17e corps, se trouve à la caserne de Bijeljina depuis 12 heures. »

« Dans les jours suivants », a-t-il prédit, « on s'attend à une nouvelle détérioration de l'ensemble de la situation sécuritaire et politique. Les conflits interethniques à Posavina et Semberija risquent de s'étendre à d'autres parties de la zone de responsabilité. Des provocations armées directes par des unités paramilitaires du SDA, du HDZ (Union démocratique croate) et du SDS contre des commandements et des unités sont également possibles, ainsi que des attaques de leur part contre des entrepôts militaires et des installations isolées. » Le même jour, Le ministre de la Défense bosniaque Ejup Ganić et des membres croates du gouvernement de coalition ont exhorté Izetbegović à mobiliser la Torbih en raison de l'incapacité de la JNA à arrêter la violence. Izetbegović a qualifié les images de Bijeljina d '« incroyables ». « Je pensais que c'était un photomontage », expliqua-t-il. « Je n'en croyais pas mes yeux. Je ne pouvais pas croire que c'était possible. » Il a qualifié la prise de contrôle de « criminelle » et a déclaré qu'il considérait la JNA comme responsable de la chute de Bijeljina parce qu'elle « était passivement restée à côté et avait observé ce qui se passait ». Izetbegović a mobilisé la Défense territoriale plus tard dans la journée afin de « permettre aux gens de se défendre … des futurs Bijeljinas ». Les membres serbes de la présidence bosnien, Plavšić et Nikola Koljević, ont dénoncé la mobilisation comme illégale et ont démissionné. Le 8 avril, Izetbegović a annoncé un« état de danger de guerre imminent ». La JNA a rejeté les demandes de la présidence bosnienne de restituer les armes de la Torbih qu'elle avait confisquées en 1990. Radovan Karadžić et les dirigeants Serbes de Bosnie ont utilisé l'ordre de mobilisation d'Izetbegović comme prétexte à l'indépendance et ont mobilisé leur quartier général de crise municipal, des unités de police de réserve TO forces Serbes.

## Nettoyage ethnique, destruction de mosquées et détention
Le SDG est resté à Bijeljina au moins jusqu'en mai 1992. Le général Manojlo Milovanović, chef d'état-major de l'armée de la république serbe de Bosnie (VRS), a commenté les activités d'Arkan à Bijeljina et à Zvornik en avril et mai 1992 : « Le retour des unités volontaires serbes de la Republika Srpska et de la Republika Srpska Krajina se caractérisaient par de longues formations composées à la fois de véhicules de transport de troupes et de chars et d'un grand nombre de camions. C'était un signe clair de pillage. » Le TPIY a conclu que les forces serbes avaient tué au moins 52 personnes, pour la plupart des Bosniaques, entre avril et septembre 1992 dans la municipalité de Bijeljina. En avril, une « campagne organisée » avait commencé pour éliminer la population bosniaque de Bijeljina. Le SDS de Bijeljina a présenté un plan et proposé qu'une famille bosniaque soit tuée « de chaque côté de la ville pour créer une atmosphère de peur ». Le 23 septembre 1992, le SDG et les Chetniks de Mirko ont remis le contrôle de Bijeljina au SDS et le plan a été exécuté par l'unité de police spéciale de Duško Malović. Les 24 et 25 septembre, dans le quartier Bukreš, 22 personnes, dont sept enfants et huit femmes, ont été retirées de leurs maisons et emmenées au village de Balatun où elles ont été tuées et jetées dans la rivière Drina. On soupçonne qu'ils ont été tués par des membres de l'unité spéciale du MUP RS, sous la supervision de la police locale et le Service de la sécurité de Yougoslavie. Tous étaient sous le commandement direct de Mićo Stanišić, alors ministre du MUP RS. Un nettoyage ethnique de masse a été commis et neuf camps de détention ont été établis après le massacre. Les sept mosquées de Bijeljina ont été détruites à l'aide d'explosifs sous la supervision de la police et d'experts et après leur effondrement, les restes ont été enlevés avec du matériel de construction militaire. [pas clair]
Une « Commission pour le libre transfert de la population civile » ou « Commission pour l'échange de la population » a été créée et dirigée par Vojkan Đurković, un major du SDG, et comprenait les Panthères de Mauzer. Son but était d'expulser complètement tous les non-Serbes de Bijeljina. Đurković a affirmé que les Bosniaques étaient partis volontairement et a déclaré que Bijeljina était « une terre serbe sacrée ». Selon lui, « après un certain temps, les députés du peuple de serbes de Bosnie, Milan Teslić et Vojo Kuprešanin, ont élargi la Commission au nom du club des députés du parti SDS, et plus tard, la Commission a été approuvée par le Parlement de la République Serbe de Bosnie-Herzégovine. » Il a expliqué que « le voyage [l'expulsion] était effectué de la manière suivante : la Commission pour le libre transfert de la population civile avait pour devoir d'informer le service de sécurité de la République Serbe de Bosnie-Herzégovine (Republika Srpska) de ce voyage. Ce dernier, par télécopieur, transmettrait alors le transfert au ministère de la République de Serbie qui a juridiction. Le transit vers la Hongrie se ferait en plein jour, à midi. » Les expulsions se sont poursuivies en 1994, et en juillet un « programme systématique » a été mis en œuvre dans le but « d'expulser les Bosniaques restants et de leur extorquer des biens et de l'argent ». Đurković a été promu par Arkan au lieutenant-colonel en 1995. Les Panthers de Mauzer sont devenus plus tard une unité spéciale de la VRS. Mauzer a été tué en 2000.

## Poursuite des crimes de guerre
Les tribunaux bosniens n'ont déposé aucun acte d'accusation pour crimes de guerre pour le massacre. En 2008, Branko Todorović, président du Comité d'Helsinki pour les droits de l'homme à Bijeljina, a critiqué le comportement « léthargique » et « inacceptable » du système judiciaire de la Republika Srpska. Cependant, depuis 2003, la poursuite des crimes de guerre relève principalement de la compétence de la Cour de Bosnie-Herzégovine. En 2000, l'International Crisis Group a désigné trois personnes de Bijeljina comme « potentiellement inculpables de crimes de guerre » :
- Mirko Blagojević : qui aurait dirigé les paramilitaires Chetniks de Mirko, qui ont participé à l'attaque et au nettoyage ethnique de Bijeljina[62]. Il a été chef du Parti radical serbe (SRS) à Bijeljina[63] et est maintenant avocat ;
- Vojkan Đurković : qui est soupçonné d'avoir forcé des civils bosniaques « à remettre tout leur argent, leurs objets de valeur et leurs documents, et à céder leurs biens ». Il aurait également collaboré avec les Panthers et d'autres groupes paramilitaires à « l'expulsion forcée de la population civile »[62]. Il a été arrêté en novembre 2005, mais libéré de détention moins d'un mois plus tard ;
- Jovan Aćimović : qui aurait joué un rôle majeur dans la dernière initiative visant à expulser les Bosniaques de Bijeljina peu avant la signature des accords de Dayton en novembre 1995[62]. Il aurait continué à expulser les Bosniaques de leurs maisons en temps de paix. Il est ensuite devenu membre de la police à Ugljevik.

En 1997, le TPIY a secrètement inculpé Arkan pour les crimes de guerre commis à Sanski Most en 1995, mais pas pour ceux de Bijeljina. En janvier 2000, il a été tué dans le hall d'un hôtel de Belgrade par des hommes armés masqués et n'a pas été jugé. En 1999, Slobodan Milošević a été inculpé pour avoir mené une campagne génocidaire qui comprenait Bijeljina et d'autres localités de Bosnie-Herzégovine, entre autres chefs d'accusation, mais il est décédé au milieu du procès en mars 2006. En février 2000, Biljana Plavšić et Momčilo Krajišnik, le président de l'Assemblée nationale de la Republika Srpska, ont été inculpés pour la même campagne génocidaire en Bosnie-Herzégovine, entre autres,. Le 2 octobre 2002, Plavšić a plaidé coupable d'avoir persécuté les populations non serbes dans 37 municipalités de Bosnie-Herzégovine, y compris Bijeljina. Ce plaidoyer a été inscrit dans le cadre d'un accord qui impliquait la décision de l'accusation de rejeter les autres accusations. Elle a ensuite été condamnée à onze ans d'emprisonnement. Le 27 septembre 2006, Krajišnik a été reconnu coupable de cinq chefs d'accusation de crimes contre l'humanité, dont le même chef d'accusation que Plavšić concernant la persécution de populations non serbes dans des municipalités dont Bijeljina, mais il a été déclaré non coupable de génocide. En 2009, il a été condamné à vingt ans de prison. Après avoir purgé les deux tiers de sa peine, Plavšić a été libérée en octobre 2009. Krajišnik a été libéré en août 2013, après avoir purgé les deux tiers de sa peine (y compris le temps passé en détention provisoire).
En 2010, le bureau du procureur de Serbie chargé des crimes de guerre a enquêté sur Borislav Pelević, ancien membre du SDG et membre de l'Assemblée nationale serbe. L'enquête a finalement été abandonnée faute de preuves. En 2012, l'ancien membre du SDG Srdan Golubović a été arrêté à Belgrade à la demande du bureau du procureur. Golubović a été inculpé d'un acte d'accusation énumérant les noms de 78 victimes. Clint Williamson, le procureur principal, a déclaré que les autres membres du SDG ne pouvaient pas être identifiés car leurs visages étaient couverts de masques. En octobre 2014, les plaidoiries finales avaient été conclues dans le procès de Radovan Karadžić, l'ancien président de la Republika Srpska, pour le massacre et d'autres crimes contre l'humanité commis à Bijeljina, ainsi que pour le génocide de Srebrenica. Le 24 mars 2016, le TPIY a déclaré Radovan Karadžić coupable de génocide, de crimes contre l’humanité et de violations des lois ou coutumes de la guerre, et l'a condamné à une peine de 40 ans d’emprisonnement.
En décembre 2014, aucun membre du Garde des volontaires Serbes (SDG) n'avait été poursuivi pour les meurtres, viols ou pillages commis à Bijeljina, ou pour aucun des crimes qui auraient été commis par l'unité ailleurs en Croatie ou en Bosnie-Herzégovine.

## Conséquences
Le Centre de recherche et de documentation de Sarajevo a enregistré un total de 1 078 morts dans la municipalité de Bijeljina pendant la guerre, dont environ 250 civils de toutes les ethnies. De nombreux décès à Bijeljina n'étaient pas officiellement répertoriés comme victimes civiles de la guerre et leurs certificats de décès affirment qu'ils « sont morts de causes naturelles ». Après la fin de la guerre, moins de 2 700 personnes de la population bosniaque d'avant-guerre (plus de 30 000 personnes) vivaient encore dans la municipalité de Bijeljina (la ville elle-même comptait 19 000 habitants bosniaques). Beaucoup ont eu des difficultés à rentrer chez eux, notamment à cause de la discrimination de la part de la police, l'impossibilité de recevoir une carte d'identité ou de reconnecter leurs lignes téléphoniques. Les autorités locales ont empêché la communauté islamique de reconstruire une mosquée et, pendant un certain temps, ne leur ont pas permis d'avoir leur propre lieu de réunion local. La participation significative des Bosniaques à la politique et à l'administration de la municipalité a également été bloquée.
En 2012, 5 000 Bosniaques sont retournés à Bijeljina. En 2007, la commission vérité de Bijeljina a été créée avec un mandat de quatre ans. Elle a tenu deux auditions publiques en 2008, mais en mars 2009, bien qu'elle n'ait pas été officiellement dissoute, la commission a été effectivement dissoute lorsque la majorité de ses membres ont démissionné. Un certain nombre de facteurs ont été cités comme contribuant à son échec, tels que l'inclusion du commandant du camp de concentration de Batković dans sa délégation, son statut juridique limité, des différends sur la portée de la commission et un financement insuffisant. 
Les Serbes locaux célèbrent le 1er avril comme la « Journée de la défense de la ville » et une rue de la ville porte actuellement le nom de la Garde des Volontaires Serbes. En 2012, l'organisation des anciens combattants municipaux de Bijeljina, les fonctionnaires municipaux et les dirigeants de la ville ont marqué l'occasion en déclarant que « ce jour-là, le peuple serbe de Semberija était organisé pour défendre et empêcher un nouveau Jasenovac et la fameuse 13e division Handschar ».

### Livres et revues
- (en) Beverly Allen, Rape Warfare: The Hidden Genocide in Bosnia-Herzegovina and Croatia, Ithaca, University of Minnesota Press, 1996 (ISBN 978-0-8014-4158-5, lire en ligne).
- (en) Judith Armatta, Twilight of Impunity: The War Crimes Trial of Slobodan Milosevic, Durham, Duke University Press, 2010 (ISBN 978-0-8223-9179-1, lire en ligne).
- (en) Central Intelligence Agency, Balkan Battlegrounds: A Military History of the Yugoslav Conflict, 1990–1995, vol. 1, Washington, D.C., Office of Russian and European Analysis, Central Intelligence Agency, 2002.
- (en) Edina Bećirević, Genocide on the Drina River, New Haven and London, Yale University Press, 2014 (ISBN 978-0-300-19258-2, lire en ligne).
- (en) Janusz Bugajski, Ethnic Politics in Eastern Europe: A Guide to Nationality Policies, Organizations and Parties, Armonk, M. E. Sharpe, 1995 (ISBN 978-1-56324-283-0, lire en ligne).
- (en) Marie–Janine Calic, Confronting the Yugoslav Controversies: A Scholars' Initiative, West Lafayette, Purdue University Press, 2012, 2nd éd., 109–127 p. (ISBN 978-1-55753-617-4, lire en ligne), « Ethnic Cleansing and War Crimes, 1991–1995 ».
- (en) Norman L. Cigar et Paul Williams, Indictment at the Hague: The Milosevic Regime and Crimes of the Balkan Wars, New York University Press, 2002 (ISBN 978-0-8147-1626-7, lire en ligne).
- (en) Ivo Goldstein, Croatia: A History, London, C. Hurst & Co., 1999 (ISBN 978-1-85065-525-1, lire en ligne).
- (en) James Gow, The Serbian Project and its Adversaries: A Strategy of War Crimes, London, C. Hurst & Co., 2003 (ISBN 978-1-85065-646-3, lire en ligne).
- (en) Tim Judah, The Serbs: History, Myth and the Destruction of Yugoslavia, New Haven, Yale University Press, 2000 (ISBN 978-0-300-08507-5, lire en ligne).
- (en) Radha Kumar, Divide and Fall?: Bosnia in the Annals of Partition, London and New York, Verso, 1999 (ISBN 978-1-85984-183-9, lire en ligne).
- (en) Rénéo Lukic et Allen Lynch, Europe From the Balkans to the Urals: The Disintegration of Yugoslavia and the Soviet Union, Oxford University Press, 1996 (ISBN 978-0-19-829200-5, lire en ligne).
- (en) Branka Magaš et Ivo Žanić, The War in Croatia and Bosnia-Herzegovina 1991–1995, London, Frank Cass, 2001 (ISBN 978-0-7146-8201-3, lire en ligne).
- (en) Noel Malcolm, Bosnia: A Short History, New York, New York University Press, 1994 (ISBN 978-0-8147-5520-4, lire en ligne).
- (en) Carol Off, The Ghosts of Medak Pocket: The Story of Canada's Secret War, New York, Random House, 2010 (ISBN 978-0-307-37078-5, lire en ligne).
- (en) Sabrina P. Ramet, The Three Yugoslavias: State-Building and Legitimation, 1918–2005, Bloomington, Indiana University Press, 2006 (ISBN 978-0-253-34656-8, lire en ligne).
- (en) Michael Sells, Religion and Justice in the War Over Bosnia, New York, Psychology Press, 1996, 23–44 p. (ISBN 978-0-415-91520-5, lire en ligne), « Religion, History, and Genocide in Bosnia-Herzegovina ».
- (en) Laura Silber et Allan Little, Yugoslavia: Death of a Nation, New York, Penguin Books, 1997 (ISBN 978-0-14-026263-6, lire en ligne).
- (en) Jelena Subotić, « The Cruelty of False Remorse: Biljana Plavšić at the Hague », Southeastern Europe, BRILL, vol. 36, no 1,‎ 2012, p. 39–59 (ISSN 0094-4467, DOI 10.1163/187633312X617011, lire en ligne).
- (en) Nigel Thomas, The Yugoslav Wars (2): Bosnia, Kosovo, and Macedonia, 1992–2001, New York, Osprey Publishing, 2006 (ISBN 978-1-84176-964-6, lire en ligne).
- (en) Gerard Toal et Carl T. Dahlman, Bosnia Remade: Ethnic Cleansing and Its Reversal, New York, Oxford University Press, 2011 (ISBN 978-0-19-973036-0, lire en ligne).
- (en) Samuel Totten et Paul R. Bartrop, Dictionary of Genocide, vol. II, ABC-CLIO, 2008 (ISBN 978-0-313-34642-2, lire en ligne).
- (en) Mitja Velikonja, Religious Separation and Political Intolerance in Bosnia-Herzegovina, College Station, Texas A&M University Press, 2003 (ISBN 978-1-58544-226-3, lire en ligne).
- (en) Eric D. Weitz, A Century of Genocide: Utopias of Race and Nation, Princeton, Princeton University Press, 2003 (ISBN 978-0-691-00913-1, lire en ligne).

### Articles de presse
- [vidéo][Documentary] « Arkan: Part 2 – From Bijeljina to Infamy » : « I mean, to take Bijeljina was nothing actually. Bijeljina was defended by something like 35 or 38 Bosnian police officers. Bijeljina was an undefended city. »Christiane Amanpour, 1er juin 1997, CNN
- « Arkan's Balkan 'Tigers' escape accountability », Al Jazeera,‎ 9 décembre 2014 (lire en ligne).
- « Biljana Plavsic: Serbian Iron Lady », BBC,‎ 27 février 2003 (lire en ligne).
- « Bosnian Serbs welcome released war criminal Momcilo Krajisnik home as a hero », Fox News,‎ 30 août 2013 (lire en ligne).
- Denis Dzidic, Marija Ristic, Milka Domanovic, Petrit Collaku et Sven Milekic, « Arkan's Paramilitaries: Tigers Who Escaped Justice », Balkan Insight,‎ 8 décembre 2014 (lire en ligne).
- Steve Erlanger, « Suspect in Serbian War Crimes Murdered by Masked Gunmen », The New York Times,‎ 16 janvier 2000 (lire en ligne).
- « Former Bosnian Serb Commander Killed », BBC,‎ 8 juin 2000 (lire en ligne).
- Merima Husejnovic, « Bijeljina's Strange Silence Over War Crimes », Balkan Investigative Reporting Network,‎ 8 novembre 2008 (lire en ligne [archive du 4 mars 2016], consulté le 7 décembre 2013).
- Irwin Rachel, « Karadzic Witness Pressed on Serb "Tigers" », Institute for War & Peace Reporting,‎ 22 mars 2013 (lire en ligne).
- (sh) Dženana Karabegović, « Sjećanje na zločine u Bijeljini » [« Remembering the Crimes Committed in Bijeljina »], Radio Free Europe / Radio Liberty,‎ 4 avril 2012 (lire en ligne).
- [vidéo][Documentary] « Arkan: Baby-faced Psycho »David Keane, 2003, History (U.S. TV channel) (ISBN 978-0-7670-6417-0)
- John Kifner, « A Pictorial Guide to Hell; Stark Images Trace the Balkans' Descent and a Photographer's Determination », The New York Times,‎ 24 janvier 2001 (lire en ligne).
- (sh) « Ko uzima deo Cecine kuće? » [« Who's Taking a Piece of Ceca's House? »], B92,‎ 27 octobre 2011 (lire en ligne).
- Allan Little, « Karadzic's broken Bosnia remains », BBC,‎ 17 septembre 2008 (lire en ligne).
- (sh) Emir Musli, « Zločin bez kazne » [« Crime Without Punishment »], Deutsche Welle,‎ 24 septembre 2011 (lire en ligne).
- (sh) Emir Musli, « Odbrana ili zločin? » [« Defense or Crime? »], Deutsche Welle,‎ 2 avril 2012 (lire en ligne).
- (sh) Emir Musli, « Nekažnjeni zločin u Bijeljini » [« Unpunished Crimes in Bijeljina »], Deutsche Welle,‎ 26 septembre 2012 (lire en ligne).
- (sh) Emir Musli, « Dvadeset godina od rušenja bijeljinskih džamija » [« Twenty Years Since the Destruction of Bijeljina's Mosques »], Deutsche Welle,‎ 13 mars 2013 (lire en ligne).
- (sh) Emir Musli, « Ubijeni prirodnom smrću » [« The Dead of Natural Causes »], Deutsche Welle,‎ 16 septembre 2013 (lire en ligne).
- (sh) Sadik Pazarac, « Kako su se mijenjali nazivi ulica u Bijeljini » [« How the Names of Streets Have Changed in Bijeljina »], Radio Free Europe / Radio Liberty,‎ 8 août 2010 (lire en ligne).
- (sh) « Pojedinačan popis broja ratnih žrtava u svim općinama BiH » [« Detailed Census of War Fatalities in All Municipalities of Bosnia and Herzegovina »], Prometej,‎ 27 février 2013 (lire en ligne).
- Marija Ristic, « Belgrade DJ Investigated For War Crimes », Balkan Insight,‎ 2 octobre 2012 (lire en ligne).
- (sh) « Sjećanje na početak aprila 1992. godine: Bijeljina slavi zločine » [« Remembering the Beginning of April 1992: Bijeljina Celebrates Crimes »], Dnevni Avaz,‎ 2 avril 2012 (lire en ligne).
- Chuck Sudetic, « Bosnia Calls Up Guard and Reserve », The New York Times,‎ 5 avril 1992 (lire en ligne).
- Chuck Sudetic, « More 'Ethnic Cleansing' by Serbs Is Reported in Bosnia », The New York Times,‎ 18 juillet 1994 (lire en ligne).
- Chuck Sudetic, « Serb Gang Expels 566 Muslims From Their Homes in Bosnia », The New York Times,‎ 3 septembre 1994 (lire en ligne).
- Chuck Sudetic, « Serbs Drive 800 More Muslims From Homes », The New York Times,‎ 5 septembre 1994 (lire en ligne).
- Chuck Sudetic, « Serbs Step Up Violence Against Bosnian Muslim Civilians », The New York Times,‎ 20 septembre 1994 (lire en ligne).
- Chuck Sudetic, « Bosnian Serbs Force More Than 2,000 Muslims to Leave Their Homes », The New York Times,‎ 30 août 1994 (lire en ligne).
- Ian Traynor, « Leading Bosnian Serb war criminal released from Swedish prison », The Guardian,‎ 27 octobre 2009 (lire en ligne).
- « Witness to Balkans bloodshed », BBC,‎ 24 mai 2001 (lire en ligne).

### Sources internationales, gouvernementales et ONG
- (en) « Biljana Plavšić – Case Information Sheet », International Criminal Tribunal for the former Yugoslavia.
- (en) Bosnia-Herzegovina: Living for the Day – Forced Expulsions from Bijeljina and Janja (rapport), Amnesty International, 21 décembre 1994 (lire en ligne).
- (en) Bosnia and Herzegovina: Submission to the Universal Periodic Review of the UN Human Rights Council (rapport), International Center for Transitional Justice, 8 septembre 2009 (lire en ligne).
- (en) Final Report of the United Nations Commission of Experts Established Pursuant to Security Council Resolution 780 (1992) (rapport), United Nations Security Council, 28 décembre 1994 (lire en ligne).
- (en) « Momčilo Krajišnik – Case Information Sheet », International Criminal Tribunal for the former Yugoslavia.
- (en) « Prosecutor v. Momčilo Krajišnik (Trial Judgment) », International Criminal Tribunal for the former Yugoslavia (ICTY), 27 septembre 2006.
- (en) « Trial of Radovan Karadžić – Transcript », International Criminal Tribunal for the former Yugoslavia.
- (en) « Prosecutor v. Željko Ražnatović (Initial Indictment) », International Criminal Tribunal for the former Yugoslavia, 23 septembre 1997.
- (en) « Radovan Karadžić – Case Information Sheet », International Criminal Tribunal for the former Yugoslavia.
- (en) « The Cases », International Criminal Tribunal for the former Yugoslavia (consulté le 4 mai 2015).
- « Trial of Radovan Karadžić – Transcript », International Criminal Tribunal for the former Yugoslavia.
- (en) Unfinished Business: Return of Displaced Persons and Other Human Rights Issues in Bijeljina (rapport), Human Rights Watch, mai 2000 (lire en ligne).
- (en) War Crimes in Bosnia-Hercegovina (rapport), Human Rights Watch, août 1992 (lire en ligne).
- (en) War Criminals in Bosnia's Republika Srpska: Who Are the People in Your Neighbourhood? (rapport), International Crisis Group, 2 novembre 2000 (lire en ligne, consulté le 13 mars 2013) [archive].

## Voir également
- Camp de Batković
- Massacre de Zvornik
- Massacre de Višegrad
- Nettoyage ethnique de Foča